# L'Homme armé
L'Homme armé és una cançó francesa del Renaixement. És una melodia molt popular, que va ser utilitzada infinitat de vegades per compositors de l'època, com ara Josquin, Morales o Palestrina Més de quaranta misses d'aquella època tenen el nom de Missa L'homme armé.

## Partitura, text i traducció

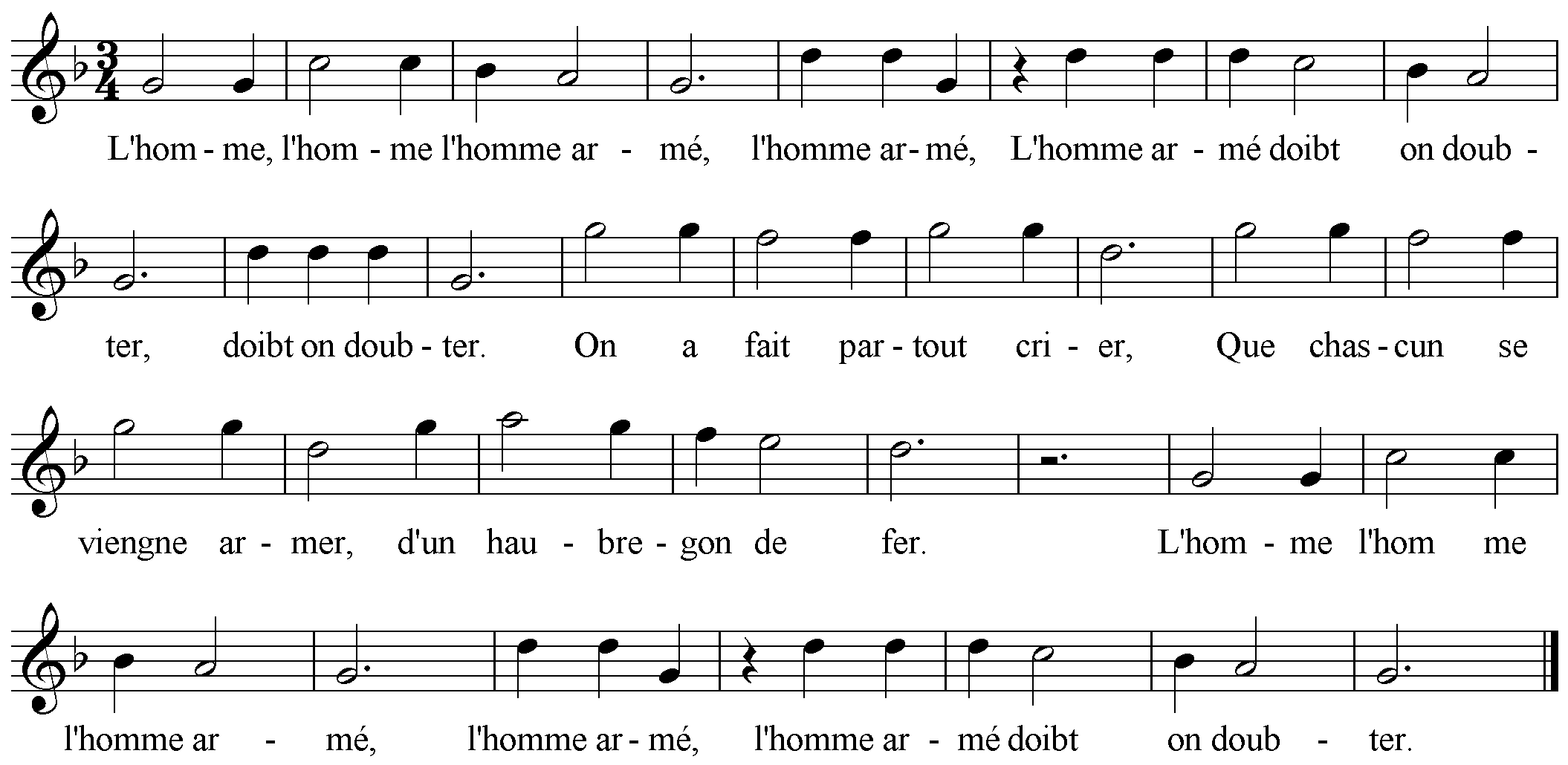
Partitura

| Francès original | Català |
| --- | --- |
| L'homme, l'homme, l'homme armé, L'homme armé L'homme armé doibt on doubter, doibt on doubter. On a fait partout crier, Que chascun se viengne armer D'un haubregon de fer. | L'home, l'home, l'home armat, L'home armat L'home armat ha de ser temut, ha de ser temut. S'ha proclamat arreu, Que cada home s'haurà d'armar amb una cota de malla de ferro. |

## Origen
L'origen de la gran popularitat i la importància de la cançó de L'homme armé són objecte de debat. Unes teories suggereixen que es refereix a Sant Miquel Arcàngel. El compositor Johannes Regis (1425-1496) va utilitzar precisament aquesta al·lusió a la seva Dum Sacrum Mysterium/Missa L'homme Armé basada en aquesta melodia, tot incorporant diversos textos addicionals (trope i cantus firmus plainchants) en honor de Sant Miquel Arcàngel. Altres en canvi consideren que aquest nom representa només el nom d'una popular taverna (Maison L'Homme Arme) que era a prop de la casa de Guillaume Dufay, a Cambrai. També pot representar el cavaller de la nova croada contra els turcs. Aquesta melodia era especialment apreciada en l'Ordre del Toisó d'Or. És significatiu que la primera aparició de la cançó fos contemporània a la caiguda de Constantinoble, presa per l'Imperi otomà el 1453, un esdeveniment que va tenir un efecte psicològic devastador a l'Europa cristiana; compositors com Guillaume Dufay van crear obres que lamentaven aquest esdeveniment. Fins i tot és possible que les tres teories siguin certes, a causa del sentiment generalitzat d'inquietud davant de la necessitat d'organització de la defensa militar davant dels otomans que amenaçaven també el centre i el nord d'Europa en aquell moment i la necessitat de reconquerir Constantinoble.
Una proposta recent és la teoria que afirma que l'origen del tema musical és una combinació idealitzada a partir de crits del carrer i la crida de trompeta a les armes, que possiblement es va originar a finals del segle XIV o principis del XV, a causa del major ús de la prolació, que era la mesura més comuna en aquell temps.

## Ús a la missa llatina
L'homme armé és un tema especialment rellevant perquè va ser molt usat com a cantus firmus pels compositors del Renaixement per a la Missa llatina. Va ser probablement més utilitzat per a aquest propòsit que qualsevol altra cançó profana: se'n coneixen al voltant de 40 composicions. Molts compositors del Renaixement van crear almenys una missa amb aquesta melodia; les dues obres de Josquin des Prés, la Missa L'homme armé super voces musicals, i la Missa L'homme armé sexti toni són entre les més conegudes. Altres compositors que van escriure més d'una obra inspirada per aquesta melodia són Pierre de la Rue, Cristóbal de Morales i Giovanni Pierluigi da Palestrina. Un cicle de sis composicions, totes anònimes encara que probablement del mateix compositor, es conserven al Manuscrit Napolità, el qual va ser suposadament un regal a Beatriu d'Aragó de part d'algun dels músics favorits de Carles el Temerari.
La majoria de les composicions de L'homme armé, unes 30, provenen del període del 1450 al 1510.
Un dels primers usos d'aquesta melodia es troba a la cançó Il sera pour vous conbatu/L'homme armé, que és atribuïda a Robert Morton, i que hom creu escrita probablement el 1463, per algunes de les referències del text. També és possible que la primera obra composta sobre aquesta melodia fos una òpera anònima per a tres veus. El 1523, Pietro Aron ―a la seva obra Thoscanello in musica― suggereix que el creador de la melodia va ser Antoine Busnois. Tot i que aquesta opció és temptadora, atès que el to és estilísticament consistent a partir de Busnois, no hi ha cap altra font que pugui corroborar l'afirmació d'Aron, i es dona a més la circumstància que Aron va fer aquesta afirmació setanta anys després de la primera aparició de la melodia. Richard Taruskin ha proposat que Busnois va escriure la missa més antiga coneguda amb aquesta melodia, però aquesta afirmació és posada en dubte per molts erudits, que prefereixen com a candidat Guillaume Dufay com el creador de la primera missa amb el tema de L'homme armé Altres compositors la versió dels quals amb el tema musical que poden datar-se des de 1450 són Gillaume Faugues, Johannes Regis i Johannes Ockeghem.
La seva melodia és especialment apta per al tractament contrapuntístic. Les frases estan clarament delineades i proporciona moltes possibilitats per a la construcció de cànons. També és fàcil de reconèixer dins una estructura contrapuntística.

## Vigència
Hi ha compositors actuals que tornen a aquesta melodia per cercar inspiració temàtica o espiritual. El 1968 el compositor Peter Maxwell Davies va escriure basant-s'hi la seva Missa super l'homme armé. El compositor nord-americà Mark Alburger inclou variacions sobre el tema al seu Deploratio Passacaglias (1992) en el primer moviment (Ockeghem) i en el desè (Bach). El compositor gal·lès Karl Jenkins va continuar també la tradició amb The Armed Man: A Mass for Peace, escrita el 1999 per encàrrec de la Royal Armouries per celebrar l'entrada del nou mil·lenni. Christopher Marshall va escriure en 2003 L'homme armé: Variacions per a conjunt de vent.